# Blagajna
Blagajna ili riznica označava prostor koji je određen za čuvanje ili pohranu novca i odgovarajućih dragocjenosti. Osoba koja je u nekoj instituciji ovlaštena voditi blagajnu, uzimati iz nje i pohranjivati u nju novac naziva se blagajnik.